# Marca de Landsberg
Marca de Landsberg a reprezentat o marcă de frontieră din Germania medievală a cărei existență este cuprinsă între secolele al XII-lea și al XIV-lea. Denumirea provine de la castelul Landsberg din actualul land Saxonia-Anhalt. Teritoriul este localizat între râurile Saale și Elba.

Blazonul margrafilor de Landsberg

Marca de Landsberg a fost desprinsă din Marca Saxonă de Răsărit (odată cu Marca de Luzacia), după retragerea margrafului Conrad de Meissen, membru al Casei de Wettin, din 1156, și a fost deținută de către fiul său, Dietrich I. Acesta avea în posesie castelul edificat înainte de 1174 și purta titlul de "margraf de Landsberg".
În 1261, margraful Henric al III-lea de Meissen a reinstituit Landsberg ca marcă separată, pentru a o acorda fiului său, Dietrich. După ce fiul acestuia din urmă, Frederic, a murit în 1291 fără a avea urmași, teritoriul a fost vândut margrafilor din casa Ascaniană aflați la conducerea Brandenburgului. În 1327, ducele Magnus "cel Pios" de Braunschweig-Lüneburg a moștenit Landsberg în urma căsătoriei cu Sofia, sora ultimului margraf Ascanian și de asemenea nepoata împăratului Ludovic al IV-lea. În 1347, Magnus l-a vândut mai departe margrafului Frederic al II-lea de Meissen, astfel încât el a devenit parte componentă a stăpânirilor casei de Wettin.